# انیس (اسپانیا)
اُنیس (اسپانیایی: Onís‎) دهستانی در استان آستوریاس اسپانیا است. در این دهستان ۸۶۴ نفر زندگی می‌کنند. مساحت این دهستان ۷۵٫۴۲ کیلومتر مربع است.